# Elgood (Virginia Occidental)
Elgood es un área no incorporada ubicada en el condado de Mercer (Virginia Occidental), Estados Unidos. Está clasificada como un asentamiento humano por el Sistema de Información de Nombres Geográficos. El nombre de la comunidad es una fusión de L. Goodwin.
Aparece registrada en U.S. Geological Survey con fecha de entrada del 27 de junio de 1980. El número de identificación asignado por el Sistema de Información de Nombres Geográficos es 1549671.

## Geografía
Se encuentra a una altitud de 858 m s. n. m. (2815 pies) según el Servicio Geológico de Estados Unidos.